# Glasflügel Segelflugzeugbau
La Glasflügel Segelflugzeugbau GmbH era una azienda aeronautica tedesca specializzata nella produzione di alianti con sede a Schlattstall, nel comune di Lenningen, land del Baden-Württemberg.

## Storia
La Glasflügel venne fondata nel 1962 dai coniugi Eugen ed Ursula Hänle a Schlattstall, nel comune di Lenningen, a sud di Kirchheim unter Teck, nel land del Baden-Württemberg.
Specializzatasi nell'utilizzo dei materiali compositi fu la prima azienda a produrre in serie in un gran numero di esemplari in vetroresina oltre ad introdurre un gran numero di innovazioni nella progettazione e nella tecnologia di costruzione degli alianti, tra le altre il sistema di montaggio rapido di ali ed impennaggi di coda, il controllo automatico delle operazioni di montaggio, ora adottati generalmente da tutti i produttori.
Difficoltà finanziarie sopraggiunte negli anni settanta costrinse la direzione aziendale a ricercare una collaborazione esterna, concretizzata nel maggio 1975 con un accordo commerciale con la Schempp-Hirth Flugzeugbau GmbH. La morte di Eugen Hänle, avvenuta a seguito di un incidente di volo il successivo 21 settembre, aggravò ulteriormente la posizione dell'azienda e che, benché si fossero succeduti ulteriori cambiamenti della proprietà nel 1979, non riuscì a risollevarla e ne determinò la chiusura nel 1982.

## Produzione

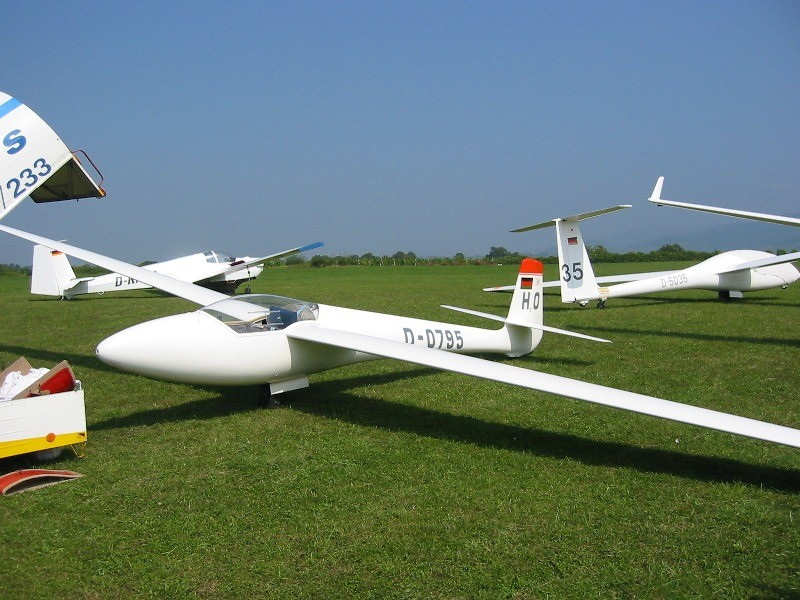
Un Glasflügel H-301 Libelle.

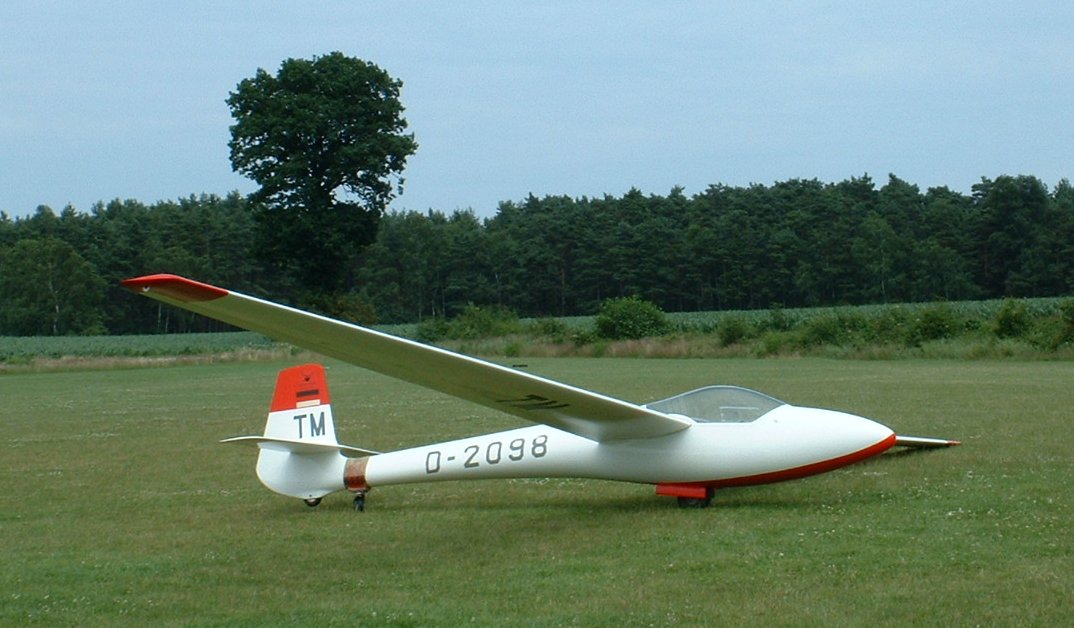
Un Glasflügel H-201B Standard-Libelle.

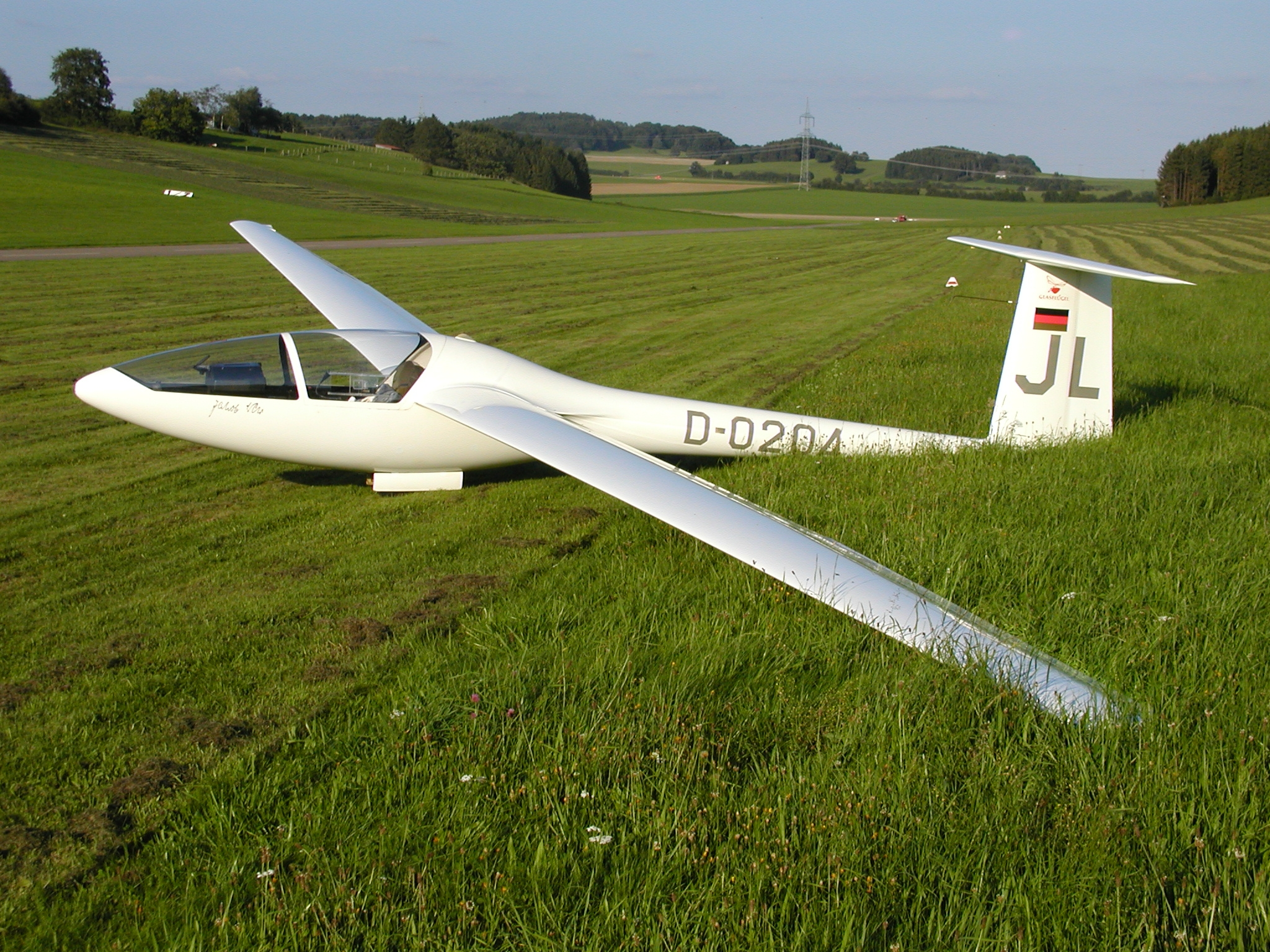
Un Glasflügel 401 Kestrel.

Nei venti anni di attività la Glasflügel produsse i seguenti modelli (numero prodotto indicato tra parentesi):
- Glasflügel H-30 GFK (1)
- Glasflügel H-101 Salto
- Glasflügel H-301 Libelle (111)
- Glasflügel BS-1 (16), primo modello progettato da Björn Stender (1935-1963)
- Glasflügel H-201 Standard-Libelle (600)
- Glasflügel 401 Kestrel (129)
- Glasflügel 604 Kestrel 22 (10)
- Glasflügel 202 Standard-Libelle (1)
- Glasflügel 203 Standard-Libelle (2)
- Glasflügel 204 Standard-Libelle (1)
- Glasflügel 205 Club-Libelle (176)
- Glasflügel 206 Hornet (89)
- Glasflügel Hornet C (12)
- Glasflügel 303 Mosquito (202)
- Glasflügel 304 (62)
- Glasflügel 402 (1)
- Hansjörg Streifeneder Falcon (1)

I progetti dei modelli Glasflügel 701 e 704, caratterizzati dalla cabina a due posti affiancati, non arrivarono alla produzione a causa della chiusura dell'azienda.
L'azienda britannica Slingsby Aviation produsse su licenza il modello Kestrel con la nuova denominazione di Slingsby T-59. La Slingsby ne sviluppò successivamente una versione derivata, lo Slingsby Vega, una famiglia di alianti da 15 metri fortemente influenzata dalla precedente esperienza con i modelli Glasflügel.